# Tošin Bunar
Ne doit pas être confondu avec Tošin bunar ou Gare de Tošin bunar.
Tošin Bunar (en serbe cyrillique : Тошин Бунар) est un quartier de Belgrade, la capitale de la Serbie. Il est situé dans la municipalité de Novi Beograd.
En serbe, Tošin Bunar signifie « le puits de Toša ». Ce nom évoque le souvenir de Teodor Toša Apostolović (1745-1810), un marchand et un philanthrope serbe, qui a fait donation des terres qu'il possédait entre Bežanija et Zemun à l'Église serbe de la municipalité de Zemun.

## Localisation
Tošin Bunar désigne généralement un secteur situé le long de la rue Tošin bunar, une rue qui s'étend sur plus de 3 km et qui relie les quartiers de Bežanija, Novi Beograd et Zemun. La rue prend son origine dans le quartier de Bežanijska kosa et traverse les quartiers de Studentski grad, où elle croise la route européenne E75, Kalvarija et Paviljoni. À la fin de son parcours, elle croise les rues Ivićeva et Bežanijska, avant de pénétrer dans le centre de Zemun.
Le nom de Tošin Bunar est communément employé pour désigner un secteur situé sur la partie gauche de la rue du même nom, dans le Blok 6 de Novi Beograd, au sud de Kalvarija.

## Caractéristiques
Le quartier de Tošin Bunar prend souvent les allures d'un faubourg rural. Il comprend de nombreuses petites maisons avec des jardins. De ce fait, il forme un contraste certain par rapport au reste de la municipalité de Novi Beograd, particulièrement lorsque l'on y arrive par les quartiers de Fontana ou de Studenski grad.
Depuis 2005, le carrefour de la rue Tošin Bunar et du Troisième boulevard (Blok 37) est en train de devenir un important secteur commercial.